# Орехова, Инга Сергеевна
Инга Орехова (род. 10 ноября 1989 года) — украинская профессиональная баскетболистка, в последнее время выступавшая за клуб Женской национальной баскетбольной ассоциации «Коннектикут Сан».

## Биография
Детство Инга провела в Австрии. До прихода в ЖНБА играла за Северо-восточный университет Оклахомы, а позже за Южно-Флоридский университет. В составе последнего она в своём выпускном сезоне набрала 1000 очков, став 20-м игроком университета, которому покорился данный рубеж. Она также в сезоне смогла реализовать 65 из 73 бросков с игры (89 % попаданий), установив рекорд университета. 2 декабря 2013 года Орехова перенесла операцию на мениске, но уже 14 декабря приняла участие в матче против команды «Оклахома Стэйт». Одним из самых запоминающихся моментов в её университетской карьере стали последние 30 секунд игры второго раунда турнира NCAA против Калифорнии, когда она набрала шесть очков, а своим точным трёхочковым броском за 0,7 с до конца матча перевела игру в овертайм.
На драфте ВНБА 2014 года Инга Орехова была выбрана во втором раунде под 18 общим номером клубом «Атланта Дрим». В команде она провела всего две игры и уже в начале июля «Дрим» отказались от её услуг.
14 мая 2015 года подписала контракт с клубом «Коннектикут Сан».